# Víctor Paz Estenssoro

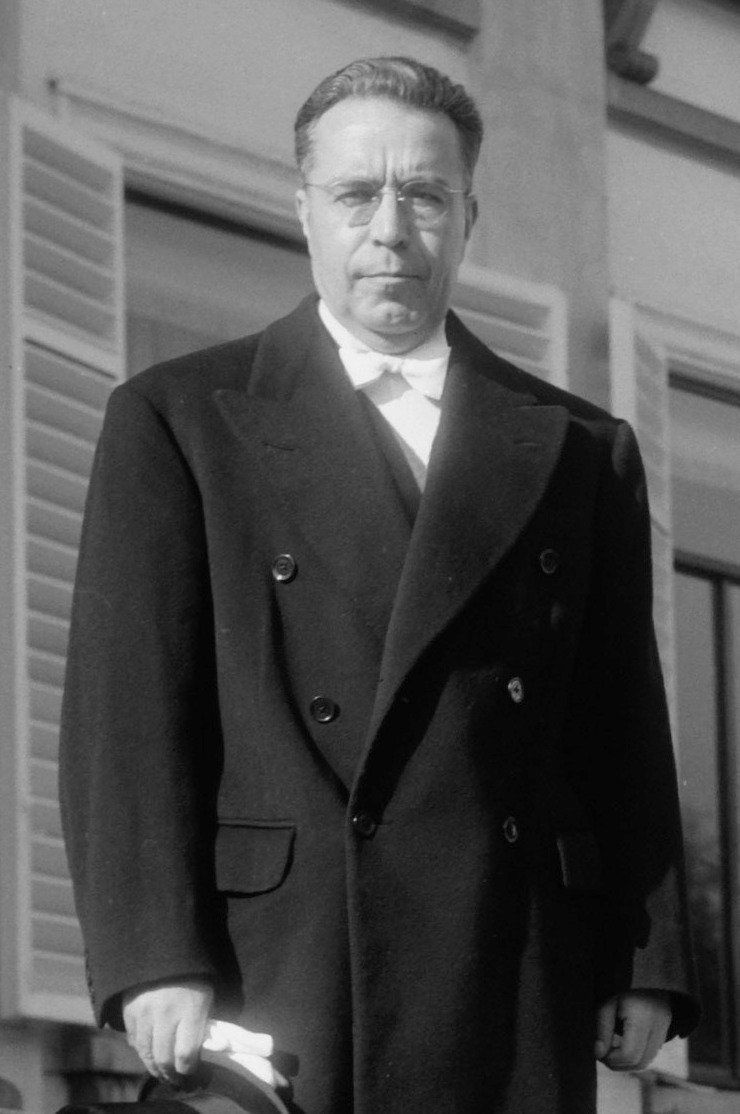
Víctor Paz Estenssoro (1958)

Ángel Víctor Paz Estenssoro (* 2. Oktober 1907 in Tarija; † 7. Juni 2001 ebenda) war ein bolivianischer Politiker, Jurist und viermaliger Präsident von Bolivien.
Er war nacheinander Abgeordneter für Tarija im Konvent von 1938, Erster Vizepräsident der Abgeordnetenkammer im Jahr 1940, Finanzminister während der Regierung von Präsident Gualberto Villarroel López (1943–1946). Zusammen mit Hernán Siles Zuazo gründete er 1941 den Movimiento Nacionalista Revolucionario (MNR), eine zentralistische Partei, deren Vorsitz er bis zu seinem Rücktritt und endgültigen Ausscheiden aus der Politik im Jahr 1990 innehatte.

## Werdegang
Seine Eltern waren Domingo Paz Rojas und Carlota Estenssoro. Die Familie seines Vaters war galizischer Herkunft und war während der Regierung von Juan Manuel de Rosas aus Argentinien nach Tarija ausgewandert. Die Familie Estenssoro hingegen war baskischer Herkunft und aus dem Süden Perus nach Alto Peru ausgewandert. Der Vater von Víctor Paz Estenssoro, ein Gutsbesitzer und Angestellter des Banco Nacional de Bolivia.
Víctor Paz Estenssoro stammte aus einer Familie von Landbesitzern. Er verbrachte seine Ferien auf dem Land, in San Luis, das seiner Familie gehörte, wo er die Realität der Bauern kennen lernte, insbesondere die Eigentums- und Pachtsituation.
Er besuchte die Grundschule an der von María Laura Justiniano geleiteten Gemeindeschule und begann die weiterführende Schule an der San-Luis-Schule in Tarija. 1921, im Alter von 13 Jahren, zog die Familie nach Oruro, weil sein Vater zum Verwalter der Nationalbank von Bolivien ernannt wurde, und Paz setzte seine Studien an der Bolívar-Nationalschule fort. Zwei Jahre später machte er seinen Highschool-Abschluss. Durch den Aufenthalt seiner Familie in Oruro lernte Paz die Realität des Bergbaus kennen: die harten Arbeitsbedingungen der Bergleute und die Bedeutung dieser Tätigkeit für das Leben in Oruro. Paz wollte Bauingenieurwesen studieren, aber da dieser Beruf an bolivianischen Universitäten noch nicht angeboten wurde, entschied er sich stattdessen für Jura. Aus diesem Grund zog er nach La Paz und studierte Jura an der Universidad Mayor de San Andrés (UMSA), wo er 1927, im Alter von 20 Jahren, seinen Abschluss als Rechtsanwalt machte.
Paz war während seines Studiums an der UMSA nicht politisch aktiv. Seine Priorität war es, sein Studium zu beenden und zu arbeiten. Um sein Studium zu finanzieren, nahm er eine Reihe von Jobs an. Zunächst als Assistent bei der Banco Nacional und dann erst als Schreibkraft und später als Redakteur in der Abgeordnetenkammer. Während seiner Arbeit in der Abgeordnetenkammer erfuhr er aus erster Hand, wie die indigene Bevölkerung von den lokalen Behörden ausgebeutet wurde, indem die Dokumente aus der Kolonialzeit oder dem 19. Jahrhundert, die den Ureinwohnern Rechte gewährten, ignoriert und Landrechte nicht anerkannt wurden. Schließlich war seine letzte Arbeit als Student im Museum von Tiahuanaco.

### Öffentliche Verwaltung
Nachdem erfolglosen Versuchen, in der Privatwirtschaft eine Arbeit zu finden, trat er stattdessen eine Stelle im öffentlichen Sektor an. Er begann seine Karriere als juristischer Sekretär des Amtes für Finanzstatistik, das als Ergebnis der Kemmerer-Mission gegründet wurde, die die Regierung von Hernando Siles beriet. Hier begann Paz’ Ausbildung in politischer Ökonomie und Finanzwesen. Später diente er auch als Anwaltssekretär der Ständigen Fiskalkommission, die geschaffen wurde, um die Erhebung von Steuern für die Zahlung der bolivianischen Schulden bei den US-Banken zu überwachen. Sein nächster Posten war der des Untersekretärs im Finanzministerium, den er während der Salamanca-Regierung verließ, als Minister Espada ihm mitteilte, dass er, um dort weiterarbeiten zu können, der Sozialistischen Republikanischen Partei beitreten müsse, die Paz für zu konservativ hielt.

#### Chaco-Krieg
Zu Beginn des Chaco-Krieges arbeitete Paz im Büro des Rechnungshofes (Contraloría General de la República) und war zunächst oberster Rechnungsprüfer des Rechnungsprüfungsamtes im Ersten Armeekorps. Im Juni 1934 beendete er seine Tätigkeit beim Rechnungshof und meldete sich bei der Armee in der Seleme-Batterie unter dem Kommando von Hauptmann Antonio Seleme Vargas (der später eine wichtige Rolle beim bewaffneten Aufstand in La Paz 1952 spielen sollte). Paz wurde im September 1934 zum Gefreiten und im Februar 1935 zum Unteroffizier befördert.
Während des Krieges las Paz Leo Trotzkis „ABC des Kommunismus“ und Karl Marx’ „Lebendiges Denken“. Diese Bücher ergänzten sein politisches Denken, das mit der Lektüre des Aufsatzes von José Carlos Mariátegui über Peru begonnen hatte. Im Chaco beteiligte er sich weiterhin an der zivil-militärischen Loge „Grupo Bolivia“, der er schon vor Kriegsbeginn angehörte und in der man über die Situation des Landes und die Schaffung der Voraussetzungen für eine Verbesserung der Situation nachdachte.
Nach dem Krieg kehrte Paz als Unterstaatssekretär in das Finanzministerium während der Regierung von David Toro zurück. Mit Beginn der Regierung Germán Busch trat er jedoch zurück und wurde 1937 als Anwalt in der Bergbaugesellschaft Patiño Mines von Simón Iturri Patiño tätig. Obwohl er nur ein Jahr lang in den Patiño-Minen arbeitete, bot seine Zeit dort Paz einen Einblick in die enge Verbindung zwischen den Bergbaugruppen und einzelnen Ministern. Diese Erfahrung war einer der Faktoren, die Paz dazu brachten, politisch aktiv zu werden.
Er kündigte ein Jahr später und wurde zum Abgeordneten für Tarija gewählt. Zwischen 1938 und 1939 war er Präsident der Banco Minero und außerdem Professor für Geschichte der Wirtschaftstheorie an der Universität Mayor de San Andrés in La Paz. In den Jahren 1940 und 1943 etablierte er sich durch seine parlamentarische Arbeit als einer der prominentesten Abgeordneten im Kongress. Von dort aus führte er eine starke Opposition gegen die Peñaranda-Regierung.

#### Movimiento Nacionalista Revolucionario (MNR)
Víctor Paz Estenssoro gründete 1942 zusammen mit anderen Politikern und Intellektuellen die Partei Movimiento Nacionalista Revolucionario (MNR), deren Führer er fast 50 Jahre lang war (1942–1990). Er war 1941 Minister für Wirtschaft und von 1943 bis 1945 Minister für Finanzen und Statistik. Am 20. Dezember 1943 führte er zusammen mit Major Gualberto Villarroel einen Staatsstreich an, der General Enrique Peñaranda stürzte, und unterstützte in der folgenden Zeit die Villarroels Regierung. Nach dem Sturz von Villarroel am 21. Juli 1946 ging Paz bis 1952 ins Exil nach Buenos Aires.

### Erste Regierung (1952–1956)
In seiner ersten Regierung von 1952 bis 1956 initiierte er die Nationale Revolution – eine der wichtigsten sozialen Revolutionen in Lateinamerika im 20. Jahrhundert. Ziel war es, den häufigen Militärcoups und Diktaturen in Bolivien ein Ende zu setzen und die Situation der Bevölkerung zu verbessern. Estenssoro wurde der erste Präsident in der neuen Regierung. Seine erste Amtszeit dauerte von 1952 bis 1956.
Als erster Präsident verfügte Víctor Paz eine Agrarreform im gesamten Staatsgebiet und die Verstaatlichung des privaten Bergbaukomplexes. Diese beiden wichtigen Maßnahmen bildeten zusammen mit der Zustimmung zum allgemeinen Wahlrecht die Grundlage des revolutionären Programms der MNR. Ergänzt wurden diese Reformen durch weitreichende Instrumente wie beispielsweise das bolivianische Bildungsgesetz (20. Januar 1955), das Sozialversicherungsgesetz, die technische Unterstützung verschiedener internationaler Agenturen für große globale Ingenieurprojekte, wie das Corani-Projekt, die Gründung des Nationalen Komitees für die industrielle Rehabilitation, die Förderung des staatlichen Erdöl- und Erdgasunternehmens YPFB, die Klärung der maritimen Frage Boliviens (Verlust seines Pazifikzugangs im Salpeterkrieg), die Währungsstabilität, der Straßenbau und die allmähliche Förderung der wirtschaftlichen und sozialen Entwicklung.
Als Folge der militärischen Niederlage der Armee in den Tagen des April 1952 verfügte er die Schließung der Militärakademie und erkannte die bewaffneten Bergbau- und Bauernmilizen sowie das Vetorecht der Arbeiter in den Bergwerken offiziell an. Während seiner Regierung wurde der Dachverband der bolivianischen Gewerkschaften, die Central Obrera Boliviana (Bolivianische Arbeiterzentrale) gegründet.
Die Verfassung erlaubte keine Wiederwahl; in der folgenden Amtsperiode von 1956 bis 1960 war Hernán Siles Zuazo Präsident.
1956 und 1958 war Paz bolivianischer Botschafter im Vereinigten Königreich.

### Zweite Regierung (1960–1964)
1960 wurde Paz Estenssoro erneut zum Präsidenten gewählt. In seiner zweiten Amtszeit von 1960 bis 1964 institutionalisierte er die revolutionären Maßnahmen, verabschiedete die Verfassung von 1961, in der die Transformationen von 1952 verankert wurden, hielt eine Wachstumsrate des Bruttoinlandsprodukts von fast 6 % aufrecht, entwarf den Zehn-Jahres-Entwicklungsplan (1962–1971) und setzte einen Plan zur Reform von COMIBOL um, der als Dreiecksplan bekannt wurde. Er restrukturierte die Bolivianische Bergbaugesellschaft und stärkte die Yacimientos Petrolíferos Fiscales Bolivianos (YPFB), wodurch der 1952 eingeleitete Prozess des Staatskapitalismus verstärkt wurde. Seine Bemühungen und die wirtschaftlichen Ressourcen des Landes konzentrierte er auf die Förderung eines Entwicklungspols in Santa Cruz, dem er schnelles Wachstum und Fortschritt verlieh; er gründete eine Zuckermühle in Bermejo (Tarija) und führte eine Reihe von Arbeiten zur Förderung der Entwicklung durch, besonders in der Landwirtschaft und der Industrie.
Während dieser Regierung entwickelte Paz Estensorro ein gutes Verhältnis zu US-Präsident John F. Kennedy, den er 1963 besuchte. Für die U.S.-Regierung war Paz Estensorro ein autoritärer Reformer, der für den Fortschritt Boliviens notwendig war. In der Außenpolitik brach er die Beziehungen zu Chile wegen der Umleitung des Río Lauca ab.

### Dritte Regierung (August–November 1964)
Da eine Wiederwahl des Präsidenten in Bolivien durch die Verfassung verboten war, bemühte sich Paz im Vorfeld der Wahl 1964 um eine entsprechende Änderung der Verfassung und schaffte es, bei den Wahlen 1964 erneut nominiert zu werden. Als Vizepräsident setzte er seinen engen Freund René Barrientos Ortuño ein. Letzterer führte daraufhin am 4. November 1964 einen Militärputsch an und stürzte die Regierung. Paz ging daraufhin ins Exil nach Lima, Peru. Die Herrschaft der Militärs endete erst 1982.

### Allianz mit Banzer (1971–1975)
Nach dem von Oberst Hugo Banzer Suárez 1971 organisierten Putsch kehrte Paz aus seinem Exil nach Bolivien zurück, da seine Partei Movimiento Nacionalista Revolucionario (MNR) zusammen mit der Falange Socialista Boliviana (FSB) zwischen 1971 und 1973 die Politik Banzers unterstützte. Nach dem Bruch mit Banzer 1974 wurde er erneut ins Exil geschickt. 1978 kehrte er als Präsidentschaftskandidat bei den später annullierten Wahlen ins Land zurück. Bei den Wahlen 1979 wurde er Zweiter. Die MNR bildete später eine starke parlamentarische Opposition zur Regierung von Hernán Siles Zuazo (1982–1985).

### Vierte Regierung (1985–1989)
Nach seiner erneuten Wahl 1985 förderte Paz eine Reihe liberaler wirtschaftspolitischer Maßnahmen, die durch den Obersten Erlass 21060 festgelegt wurden, wobei der Ökonom der Harvard University, Jeffrey Sachs, zu seinen Beratern gehörte. Mit diesem Dekret änderte er die entwicklungspolitische Wirtschaftsausrichtung des Staatskapitalismus in eine stärker am freien Markt orientierte. Er dämpfte die Hyperinflation, die über 20.000 % pro Jahr betrug. Er ergriff drastische Maßnahmen, wie z. B. die Entlassung von 23.000 Arbeitern der staatlichen Zinnminengesellschaft. Diese Politik hatte Auswirkungen auf die bolivianische Wirtschaft und den Lebensstandard der Bürger. Die Reallöhne sanken in zwei Jahren um 40 %, die Arbeitslosigkeit stieg von 20 % auf 30 % und das Pro-Kopf-Einkommen sank von 845 Dollar pro Jahr auf 789 Dollar. Paz regierte verfassungsgemäß bis 1989.

### Politisches Exil
Zwischen 1943 und 1974 war Paz Estenssoro dreimal im Exil, insgesamt etwa 17 Jahre lang. Das erste Exil war die Folge des Sturzes der Regierung Villarroel im Jahr 1943. Nach drei Monaten als politischer Flüchtling in der paraguayischen Botschaft in La Paz lebten Paz und seine Familie fast sechs Jahre lang in Buenos Aires, wo sie von der Regierung Juan Domingo Peróns aufgenommen wurden. In dieser Zeit war Paz Korrespondent für die in Mexiko erscheinende spanische Zeitschrift Revista de Economía Continental und für andere Wirtschaftsmagazine in Argentinien, Chile und Mexiko. Mitte 1949 musste er Argentinien in Richtung Uruguay verlassen, nachdem er an einem Versuch teilgenommen hatte, die Grenze von La Quiaca nach Villazón zu überqueren, um eine Rebellion gegen die Regierung Urriolagoitia anzuzetteln. In Montevideo arbeitete er zunächst als Exportkontrolleur und dann fast ein Jahr lang in der Finanzabteilung der Firma Lanasur. 1951 kehrte er nach Buenos Aires zurück, wo er bis zu seiner Rückkehr nach Bolivien im April 1952 blieb, um seine erste Amtszeit als Präsident anzutreten und die Nationale Revolution einzuleiten.
Paz’ zweites Exil war nach seinem Sturz im November 1964. Dieses Mal lebte er fast sieben Jahre lang in Lima. Er zog Lima wegen der Nähe zu Bolivien Buenos Aires vor. In Lima arbeitete Paz als Dozent für Wirtschaftswissenschaften an verschiedenen Universitäten, bis er 1966 der Fakultät der Nationalen Universität für Ingenieurwesen in Lima beitrat, wo er Grund- und Aufbaustudiengänge unterrichtete. In der Graduiertenschule lehrte er Makroökonomie und Stadtplanung in einem von der Organisation Amerikanischer Staaten (OAS) finanzierten Kurs, der technische Kader aus fast allen Ländern Lateinamerikas nach Lima brachte.
Paz’ drittes und letztes Exil folgte auf den Bruch mit Bánzer im Jahr 1974. Er war fast fünf Jahre lang ein Flüchtling und lebte in Buenos Aires, Lima und den Vereinigten Staaten. Das Exil begann im Januar 1974 in Asunción, aber ein Jahr später zog Paz nach Buenos Aires. Mitte 1974, nach dem Tod des argentinischen Präsidenten Juan Domingo Perón, verließ Paz Argentinien und kehrte nach Lima zurück, wo er seine Lehrtätigkeit an der Nationalen Universität für Ingenieurwesen wieder aufnahm. Von 1976 bis 1978 hielt sich Paz in den USA auf, zunächst als Resident Scholar am Woodrow Wilson Center in Washington, D.C., dann als Gastprofessor an der University of California in Los Angeles (wo er Kurse über lateinamerikanische Geschichte unterrichtete, die auf seinen eigenen Erfahrungen basierten) und schließlich als Gastprofessor an der University of New Mexico.

### Ende der politischen Laufbahn
Am 10. März 1990 gab Paz nach 48 Jahren Amtszeit (1942–1990) seinen unwiderruflichen Rücktritt als nationaler Führer der Partei des Movimiento Nacionalista Revolucionario (MNR) bekannt. Die Umstellung erfolgte formell im April während des 16. Nationalen Parteitags. Gonzalo Sánchez de Lozada wurde zum neuen nationalen Führer gewählt und Paz wurde zum Parteivorsitzenden auf Lebenszeit ernannt. Mit dieser letzten symbolischen Ehrung beendete Paz seine lange politische Karriere. Er zog sich mit seiner Familie auf seine Hacienda in San Luis zurück, um sich dem Weinanbau zu widmen. Seit Mitte des Jahrzehnts verschlechterte sich sein Gesundheitszustand allmählich, beeinträchtigt durch die Parkinson-Krankheit und kardiovaskuläre Beschwerden, die mehrere Eingriffe notwendig machten. Im Jahr 1999 fesselte ihn eine Lähmung an den Rollstuhl. Trotzdem hinderte es ihn nach Aussage derer, die ihn besuchten, nicht daran, eine vollkommene geistige Klarheit zu bewahren.
Nach 11 Jahren seines Ruhestandes und aufgrund eines Herzstillstandes in der postoperativen Phase der Amputation seines rechten Beines, das durch eine Thrombose infiziert worden war, starb Victor Paz Estenssoro am 7. Juni 2001 im Alter von 93 Jahren. An dem Tag, an dem er starb, feierte das MNR sein 59-jähriges Bestehen.
Paz Estenssoro war einer der vier bolivianischen Präsidenten, die am längsten lebten, zusammen mit Hugo Ballivián Rojas, Eliodoro Villazón Montaño und Lidia Gueiler Tejada.
Seine Rolle bei den radikalen Umwälzungen in Bolivien 1952 und dann 1985 machen ihn zu einer wichtigen Referenz für das Verständnis der zeitgenössischen bolivianischen Politik und zu einem der wichtigsten politischen Führer Lateinamerikas im 20. Jahrhundert.

## Auszeichnungen (Auswahl)
- 1954: Sonderstufe des Großkreuzes des Verdienstordens der Bundesrepublik Deutschland
- 1987: Collane des Ordens de Isabel la Católica